# Германо-греческие отношения
Германо-греческие отношения — двусторонние дипломатические отношения между Германией и Грецией.
Государства являются полноправными членами Организации по безопасности и сотрудничеству в Европе (ОБСЕ), Организации экономического сотрудничества и развития (ОЭСР), НАТО, Европейского союза и Еврозоны.

## История
Дипломатические контакты между византийскими греками и немцами восходят к Средневековью и Византийской империи. Первый король независимой Греции Оттон I имел немецкое происхождение, и многие баварцы приехали и поселились в новом государстве, в то время как его отец Людвиг I Баварский оказывал финансовую и политическую помощь грекам во время Греческой войны за независимость и после интронизация сына. Греция и Пруссия установили дипломатические отношения в 1834 году, в том же году были открыты посольства.
Эти страны были в разных военных коалициях во время обеих мировых войн, а Германия принимала участие в оккупации Греции странами «оси» во время Второй мировой войны. Вопрос о репарациях за военные преступления Германии и принудительной компенсации за время оккупации продолжает оставаться нерешенным. В Германии проживает 300 000 человек греческой общины, большинство из которых приехали в 1960-е и 1970-е годы.
Эти страны поддерживают отличные отношения на протяжении более 60 лет: большинство туристов, побывавших в Греции в 1970-х, 1980-х, 1990-х, 2000-х являлись гражданами Германии, а греки предпочитали Германию среди прочих европейских стран для эмиграции (в основном 1950-е, 1960-е годы). Более того, Греция поддерживала воссоединение Германии в течение 1980-х годов, и эти страны сотрудничали во многих сферах (культурной, технологической, военной и прочих). В 1999 году министр иностранных дел Греции Теодорос Пангалос вызвал дипломатический скандал, заявив, что «Германия политически карлик», но затем извинился.
Однако, затем отношения были сильно испорчены во время европейского долгового кризиса. Хотя многие средства массовой информации в обеих странах оказывали влияние на ухудшение отношений полемическими репортажами, существовала инициатива по противодействию этому. Самым известным из них является создание «Германско-греческой молодёжной организации» (Deutsch-griechisches Jugendwerk).
В целом германо-греческие отношения считаются сбалансированными, и на европейском уровне страны хорошо сотрудничают. Германия поддержала Грецию в их споре с Турцией, но не так сильно, как другие страны, такие как Франция. Германский политик Хайко Маас заявил, что Германия и весь Европейский союз твёрдо солидарны с Грецией. Германия ограничила продажу оружия Турции, но кроме морского оборудования. Германия также колебалась, когда Европейский союз хотел наложить санкции на Турцию, но затем заявила, что санкции — это возможный вариант и что провокации Турции неприемлемы. Германия поставила Греции 4 подводных лодки «U-214».

## Двусторонние соглашения
Между странами подписаны следующие соглашения: Двустороннее культурное соглашение от 17 мая 1956 года, Договор о проживании и судоходстве от 2 сентября 1961 года (в котором также рассматриваются вопросы призыва на военную службу для лиц с двойным гражданством), Соглашение об избежании двойного налогообложения от 18 апреля 1966 года. После 1981 года большинство соглашений заключается через Европейский союз.

## Дипломатические представительства
- Германия имеет посольство в Афинах[9].
- Греция содержит посольство в Берлине[10].